# Justice League Action
Justice League Action è una serie televisiva a cartoni animati basata sulla squadra dei personaggi a fumetti della DC Comics. La serie è stata prodotta da Jim Krieg, Butch Lukic e Alan Burnett sotto la produzione della DC Entertainment in collaborazione con DC Comics e la distribuzione della Warner Bros. Pictures Television Animation Distribution, dove ha debuttato in televisione su Cartoon Network nel Regno Unito il 26 novembre 2016 e in Nord America il 16 dicembre dello stesso anno. In Italia venne trasmessa su Cartoon Network e il 28 agosto 2017 su Boing all'interno di Super Duper Hero.

## Trama
La serie contiene il ritorno dei supereroi più amati di sempre in lotta contro tutti i super-criminali e super-cattivi per mantenere la pace sulla Terra e su tutti gli altri mondi natii.

## Episodi
| Stagione       | Episodi | Prima TV USA | Prima TV Italia |
| -------------- | ------- | ------------ | --------------- |
| Prima stagione | 52      | 2016–2018    | 2017            |
| Cortometraggi  | 22      | 2017         | 2017-2018       |

## Doppiatori
| Personaggio           | Doppiatore originale                                    | Doppiatore italiano                                      |
| --------------------- | ------------------------------------------------------- | -------------------------------------------------------- |
| Batman                | Kevin Conroy Tara Strong (ep. 1×13)                     | Marco Balzarotti                                         |
| Superman              | Jason J. Lewis                                          | Alberto Angrisano (1ª voce) Gianfranco Miranda (2ª voce) |
| Wonder Woman          | Rachel Kimsey                                           | Gaia Bolognesi                                           |
| Martian Manhunter     | Crispin Freeman                                         | Edoardo Nordio                                           |
| Hawkman               | Troy Baker                                              |                                                          |
| Flash                 | Charlie Schlatter                                       |                                                          |
| Lanterna Verde        | Josh Keaton                                             | Daniele Raffaeli                                         |
| Cyborg                | Khary Payton                                            | Luigi Ferraro                                            |
| Freccia Verde         | Chris Diamantopoulos                                    | Alberto Bognanni                                         |
| Joker                 | Mark Hamill                                             | Pasquale Anselmo                                         |
| Harley Quinn          | Tara Strong                                             | Emanuela Ionica                                          |
| Due Facce             | Robert Picardo                                          | Andrea Lavagnino                                         |
| Lex Luthor            | James Woods                                             | Fabrizio Temperini                                       |
| Darkseid              | John DiMaggio                                           |                                                          |
| Mr. Freeze            | Peter Stormare                                          | Massimo Bitossi                                          |
| Pinguino              | Dana Snyder                                             |                                                          |
| Enigmista             | Brent Spiner                                            | Maurizio Merluzzo                                        |
| Poison Ivy            | Natasha Leggero                                         | Daniela Abbruzzese                                       |
| Deadshot              | Christian Slater                                        |                                                          |
| Booster Gold          | Diedrich Bader                                          |                                                          |
| Plastic Man           | Dana Snyder                                             | Simone Crisari                                           |
| Firestorm             | P. J. Byrne Stephen Tobolowsky (Martin Stein)           | Emanuele Ruzza                                           |
| Space Cabbie          | Patton Oswalt                                           |                                                          |
| Atrocitus             | Michael Dorn                                            |                                                          |
| Zilius Zox            | Armin Shimerman                                         |                                                          |
| Atom                  | Jerry O'Connell                                         |                                                          |
| Krypto                | Jason J. Lewis                                          | Vladimiro Conti                                          |
| Blue Beetle           | Jake T. Austin                                          | Alessio Ward                                             |
| Zatanna               | Lacey Chabert Dayci Brookshire (giovane)                |                                                          |
| Mongul                | John DiMaggio                                           | Pierluigi Astore                                         |
| Etrigan               | Patrick Seitz                                           |                                                          |
| Stargirl              | Natalie Lander                                          | Giulia Tarquini                                          |
| Steppenwolf           | Peter Jessop                                            |                                                          |
| Hippolyta             | Julianne Grossman                                       |                                                          |
| Lobo                  | John DiMaggio                                           | Pierluigi Astore                                         |
| Toyman                | Ken Jeong                                               |                                                          |
| Brainiac              | John de Lancie                                          |                                                          |
| Solomon Grundy        | Fred Tatasciore                                         |                                                          |
| Swamp Thing           | Mark Hamill                                             |                                                          |
| Bleez                 | Rachel Kimsey                                           |                                                          |
| Dex-Starr             | Jason J. Lewis                                          |                                                          |
| Capitan Marvel        | Sean Astin                                              | Simone Mori                                              |
| Mr. Terrific          | Hannibal Buress                                         |                                                          |
| Wizard                | Carl Reiner                                             |                                                          |
| Chronos               | Andy Richter                                            |                                                          |
| Black Adam            | Gary Cole                                               |                                                          |
| Killer Frost          | Mena Suvari                                             |                                                          |
| Generale Zod          | Jason J. Lewis                                          |                                                          |
| Supergirl             | Joanne Spracklen                                        | Veronica Puccio                                          |
| John Constantine      | Damian O'Hare Paula Rhodes (giovane)                    |                                                          |
| Billy Batson          | Sean Astin                                              |                                                          |
| Jimmy Olsen           | Max Mittelman                                           |                                                          |
| Parasite              | Max Mittelman                                           |                                                          |
| Calythos              | David Lodge                                             |                                                          |
| Uthool                | Diedrich Bader                                          |                                                          |
| Abnegazar             | Damian O'Hare                                           |                                                          |
| Nyorlath              | Chris Diamantopoulos                                    |                                                          |
| Rath                  | Jason J. Lewis                                          |                                                          |
| Sis                   | Rachel Kimsey                                           |                                                          |
| Desaad                | Jason J. Lewis                                          |                                                          |
| Cain                  | Trevor Devall                                           |                                                          |
| Felix Faust           | Jon Cryer                                               |                                                          |
| Vixen                 | Jasika Nicole                                           |                                                          |
| Jonas Glim            | Troy Baker                                              |                                                          |
| Streaky the Supercat  | Jason J. Lewis                                          |                                                          |
| Trickster             | Mark Hamill                                             |                                                          |
| Merlin                | Dan Donohue (prima volta) Patrick Seitz (seconda volta) |                                                          |
| Boss Kack             | Jason J. Lewis                                          |                                                          |
| Klarion the Witch Boy | Noel Fisher                                             |                                                          |
| Mr. Mxyzptlk          | Gilbert Gottfried                                       |                                                          |
| Carmine Falcone       | Jason J. Lewis                                          |                                                          |
| Brother Night         | Dan Donohue                                             |                                                          |
| Granny Goodness       | Cloris Leachman                                         |                                                          |
| Virman Vundabar       | William Salyers                                         |                                                          |
| Metamorpho            | Sean Schemmel                                           |                                                          |
| Big Barda             | Laura Post                                              |                                                          |
| Quex-Ul               | Jason J. Lewis                                          |                                                          |
| Ember                 | Tara Strong                                             |                                                          |
| Mr. Mind              | Oliver Vaquer                                           |                                                          |
| Faora                 | Fryda Wolff                                             |                                                          |
| Dr. Fate              | Erica Luttrell (giovane)                                |                                                          |
| Circe                 | Laura Post                                              |                                                          |
| Dad                   | Kevin Shinick                                           |                                                          |
| Mom                   | Melissa Disney                                          |                                                          |
| Biff                  | Jason J. Lewis                                          |                                                          |
| Brat                  | Melissa Disney                                          |                                                          |

## Cortometraggi
| Nº | Titolo originale          | Titolo italiano               | Primo streaming USA | Primo streaming Italia |
| -- | ------------------------- | ----------------------------- | ------------------- | ---------------------- |
| 1  | Up And Atom               | La scelta di Atomo            | 29 giugno 2017      | 9 settembre 2017       |
| 2  | Beep Beep!                | Beep Beep!                    | 29 giugno 2017      | 15 settembre 2017      |
| 3  | Chemistry                 | Questioni di chimica          | 29 giugno 2017      | 22 settembre 2017      |
| 4  | Good Cop, Bat Cop         | Eroe buono ed eroe cattivo    | 6 luglio 2017       | 29 settembre 2017      |
| 5  | It's a Trap!              | La trappola                   | 13 luglio 2017      | 6 ottobre 2017         |
| 6  | Lasso of Lies             | Il lazo delle bugie           | 20 luglio 2017      | 13 ottobre 2017        |
| 7  | Quality Time              |                               | 27 luglio 2017      |                        |
| 8  | Selfie Help!              | Un aiuto inaspettato          | 3 agosto 2017       | 27 ottobre 2017        |
| 9  | Special Delivery          | Una consegna speciale         | 10 agosto 2017      | 3 novembre 2017        |
| 10 | Justice 1,2,3, Go!        | Giustizieri, in azione!       | 17 agosto 2017      | 10 novembre 2017       |
| 11 | Toymano a Mano            | I giocattoli del Giocattolaio | 24 agosto 2017      | 17 novembre 2017       |
| 12 | Mint Condition            | Nuovo di zecca                | 13 ottobre 2017     | 10 febbraio 2018       |
| 13 | True Colors               | Tutti i colori                | 19 ottobre 2017     | 17 febbraio 2018       |
| 14 | Missing the Mark          | Bersaglio mancato             | 26 ottobre 2017     | 24 febbraio 2018       |
| 15 | Plastic Man of Steel      | Plastic Man di acciaio        | 2 novembre 2017     | 3 marzo 2018           |
| 16 | Something in the Hair     | Qualcosa nei capelli          | 9 novembre 2017     | 10 marzo 2018          |
| 17 | Super Stakeout            | Super-sorveglianza            | 16 novembre 2017    | 17 marzo 2018          |
| 18 | Driver's Ed               | L'autista di Ed               | 23 novembre 2017    | 24 marzo 2018          |
| 19 | Skyjacked                 | Dirottati                     | 30 novembre 2017    | 31 marzo 2018          |
| 20 | The Goddess Must Be Crazy | La dea dev'essere pazza       | 7 dicembre 2017     | 7 aprile 2018          |
| 21 | Eezy Freezy               | Al fresco                     | 14 dicembre 2017    | 14 aprile 2018         |
| 22 | Clown Party               | La festa dei clown            | 21 dicembre 2017    | 21 aprile 2018         |